# Helianthus praecox
Helianthus praecox — вид квіткових рослин з родини айстрових (Asteraceae).

## Біоморфологічна характеристика
Однорічник 40–150 см заввишки. Стебла прямовисні до ± лежачих, щетинисті. Листки переважно стеблові; переважно протилежні; листкові ніжки 5–9 см; листкові пластинки дельтасто-яйцюваті (іноді звужені біля середини, subsp. praecox), 3–9 × 2–7 см, краї зубчасті; поверхні щетинисті, зазвичай без крапкових залоз. Квіткових голів 1–3. Променеві квітки 11–16; пластинки 16–26 мм. Дискові квітки 35+; віночки 5–6 мм, частки червонуваті; пиляки темні. Ципсели 2.5–3.3 мм, ± ворсинчасті. 2n = 34. Цвітіння: весна – осінь

## Умови зростання
США (Техас). Населяє піщані ґрунти, прибережні прерії; 0–100+ метрів.

## Значущість
Цей вид і його підпорядковані таксони є вторинними дикими родичами культивованого соняшнику Helianthus annuus і вже використовувалися в селекції рослин для надання соняшнику генів стійкості до пероноспорозу, іржі, вертицильозного в'янення та заразихи, а також відновлення фертильності. Він також належить до четвертої групи таксонів єрусалимського артишоку H. tuberosus. Крім того, рід Helianthus приваблює велику кількість місцевих бджіл.